# Nepheloleuca floridata
Nepheloleuca floridata là một loài bướm đêm trong họ Geometridae.